# بوفكران

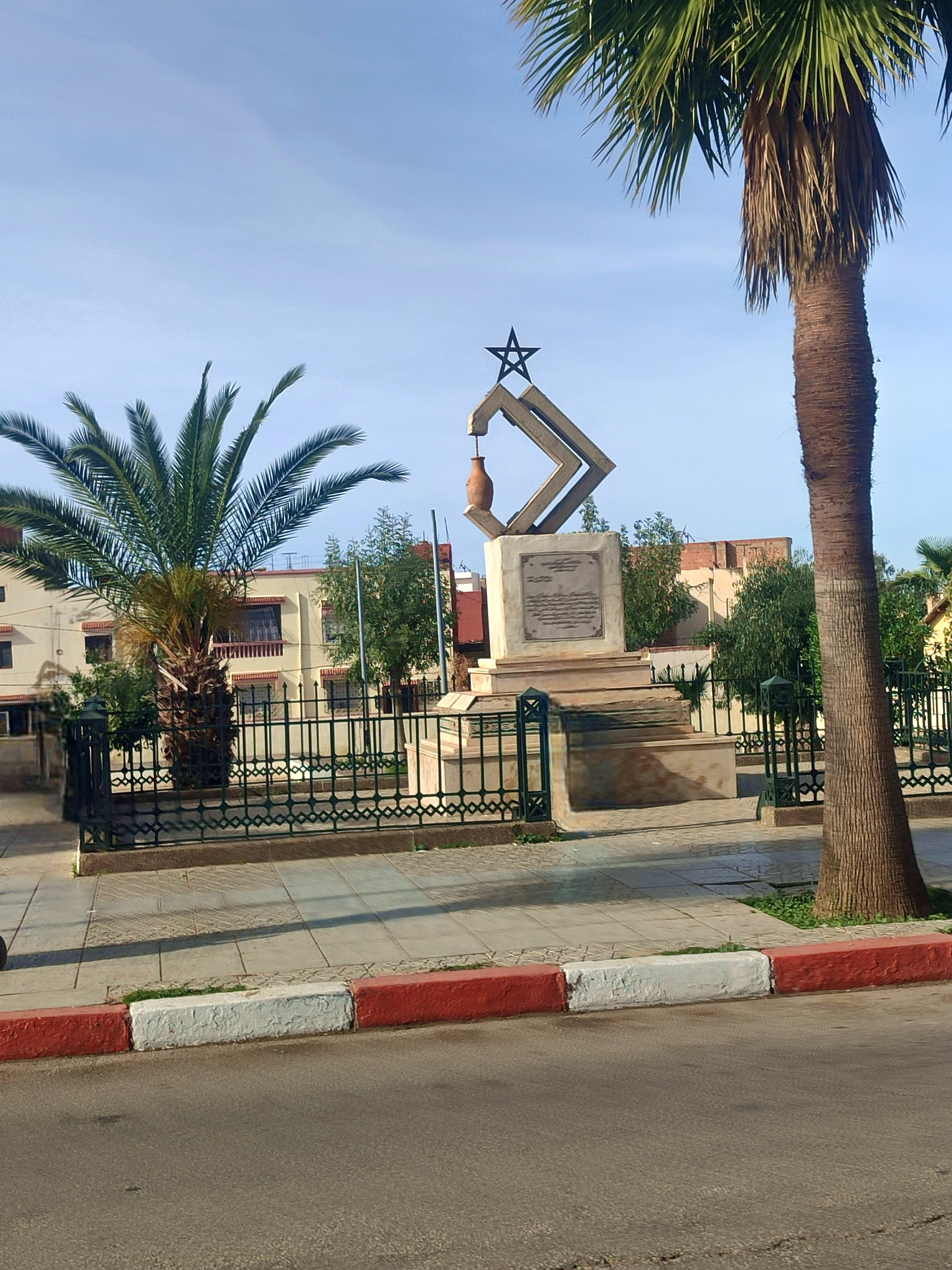
بناء تذكاري في وسط مدينة بوفكران

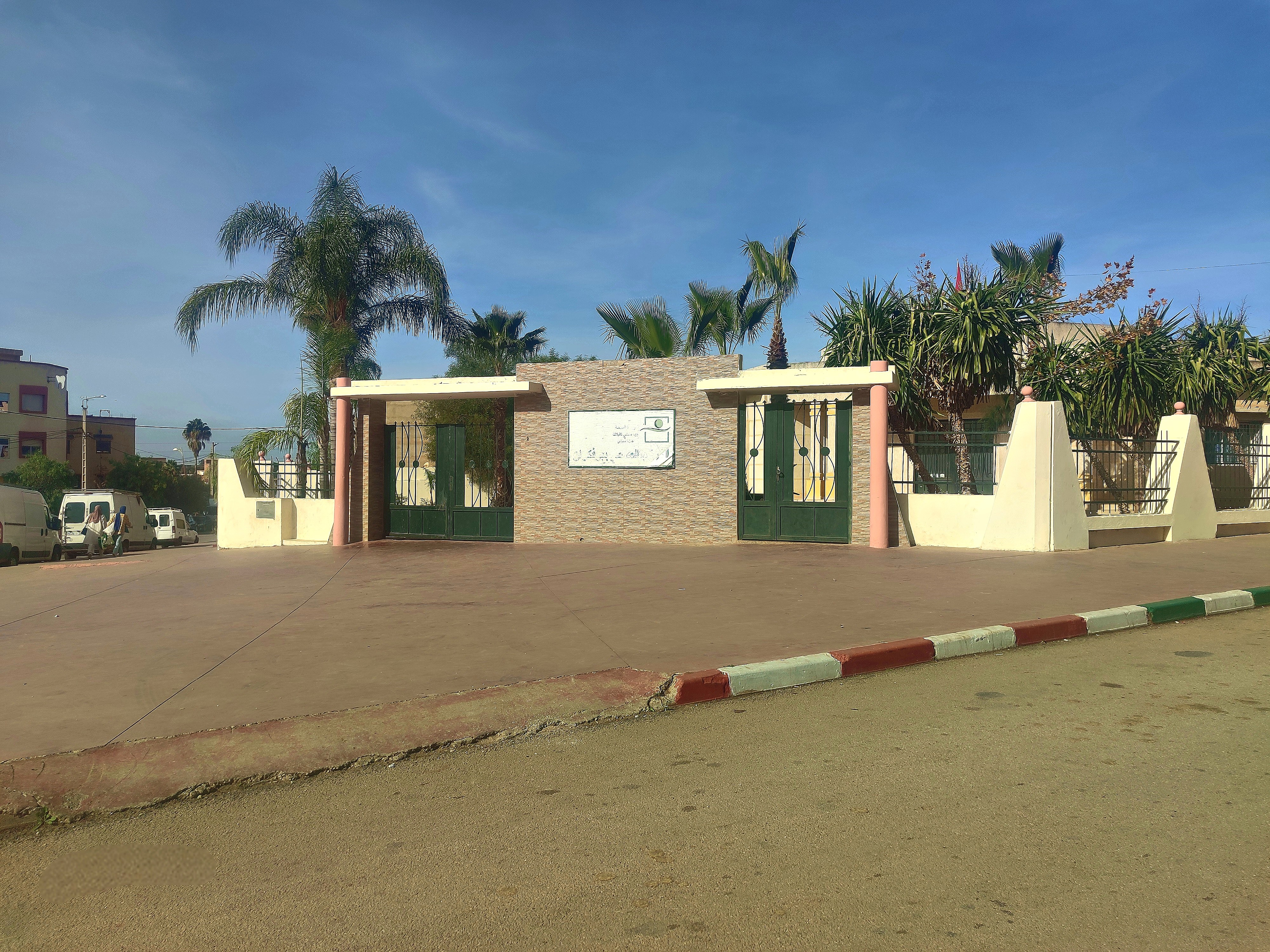
المركز الصحي بوفكران

بوفكران هي مدينة مغربية صغيرة تنتمي لإقليم مكناس وتقع بين مدينة مكناس (العاصمة الاسماعلية) ومدينة الحاجب. تضم بوفكران حوالي 8000 ساكنا (حسب إحصاء 2004).
تضم مدينة بوفكران مركزا صحيا 